# 엷은털왕사슴벌레
엷은털왕사슴벌레는 사슴벌레과에 속하는 곤충이다. 대만왕사슴벌레(Dorcus taiwanicus)로 알려졌으나, 2010년 김상일, 김진일 등이 발견하여 한국곤충학회지에 신종 발표하였다. 몸길이는 수컷 1.78cm, 암컷은 1.7cm이다. 몸은 갈색을 띤 검은색인데, 수컷은 검은색이 더 짙다. 수컷의 큰턱은 암컷보다 크지만 크게 두드러지지 않는다. 한반도 고유종으로 제한된 서식지에서 발견된다.